# Орден Дружбы народов (Беларусь)
Орден Дружбы народов (бел. Ордэн Дружбы народаў) — государственная награда Республики Беларусь. Является высшей наградой Республики Беларусь для иностранных граждан.

## Статут ордена
Орденом Дружбы народов награждаются граждане:
- за значительный вклад в дело укрепления мира, дружественных отношений и сотрудничества между государствами, консолидации общества и единства народов;
- за особо плодотворную деятельность по сближению и взаимообогащению национальных культур;
- за высокие достижения в международной общественной, благотворительной и гуманитарной деятельности;
- за большой личный вклад в развитие и умножение духовного и интеллектуального потенциала Республики Беларусь(Белоруссия), активную деятельность по защите прав человека и его социальных интересов;
- за особые заслуги в развитии внешнеэкономической деятельности, демократии и социального прогресса.

Орден Дружбы народов носится на шейной ленте.

## Описание
Орден Дружбы народов представляет собой знак, выполненный в форме пяти- и десятиконечной звёзд. Пятиконечная звезда, покрытая красной эмалью и обрамленная по контуру выпуклыми каплями, накладывается на десятиконечную звезду диаметром 59 мм, которая образована пятью золотистыми пирамидальными гранями и пятью золотистыми пучками расходящихся лучей. В центре ордена размещено накладное изображение земного шара с пятью континентами, отдельные детали которого покрыты синей эмалью. Земной шар окаймлён ободком с изображением рукопожатий. Обратная сторона ордена имеет гладкую поверхность, в центре находится номер ордена.
Орден при помощи ушка и плоского кольца, к которому прикреплён прямоугольный знак размером 14×14 мм, представляющий в миниатюре Государственный флаг Республики Беларусь (Белоруссия), соединяется с муаровой лентой синего цвета шириной 44 мм.
Орден Дружбы народов изготавливается из серебра с позолотой.